# 1H92
1H92 es un cortometraje del género documental de ficción premiado en el Festival de Cine de Sitges 2012 con una Mención Especial del jurado.

## Sinopsis
1992. Barcelona. Juegos Olímpicos y catalanismo en estado puro. Lo que mucha gente desconoce es la cara B. Decenas de afectados por una extraña alteración genética que los radicaliza y afecta en su día a día. Ahora, gracias a este documental, todo sale a la luz.

## Trayectoria
El cortometraje fue la producción seleccionada por parte de la Universidad Rovira i Virgili de Tarragona para ser enviada al Festival de Cine de Sitges en el año 2012, en el cual obtuvo una Mención Especial del jurado en la categoría SGAE Nueva Autoría. Tras su paso por Sitges el cortometraje fue proyectado en otros festivales, como el REC de Tarragona en su edición del mismo año o en el FicCat (Festival de Cine en Catalán) de Roda de Bará, donde se alzó en verano de 2013 con el premio a Mejor Producción de las Comarcas Tarraconenses.

## Reparto
(En orden alfabético)
- María de la Cruz - Maria Asnar (niña)
- Roger de la Cruz - Marc Ausiàs (niño)
- Ramon Font - Jofre Fortuny
- Marta Gallego - Neus Sánche
- Marc Giraldes - Marc Ausiàs
- Bernat López - Lluís Acompanyat
- Laia Miranda - Maria Asnar
- Carla Molina - Neus Sánchez (niña)
- Amparo Ortega - Mercè Canals

## Equipo técnico
- Director: Fran Ramírez
- Guionistas: Marc Andreu, Marta Arjona, Pilar Borrellas, Aleix Figueras y Fran Ramírez
- Producción: Marta Arjona y Pilar Borrellas
- Edición: Marc Andreu
- Sonido: Aleix Figueras